# آلفاترادیول
آلفاترادیول (انگلیسی: Alfatradiol) یک داروی مهارکننده ضعیف استروژن و 5α ردوکتاز است که به صورت موضعی در درمان ریزش موی الگو (آلوپسی آندروژنیک یا طاسی الگو) در مردان و زنان استفاده می‌شود. این دارو یک استریوایزومر از هورمون استروئید درون زا و استروژن 17β-استرادیول (یا به سادگی استرادیول) است.

## کاربرد پزشکی
آلفاترادیول به شکل محلول اتانولی برای استفاده موضعی روی پوست سر استفاده می‌شود.  مشابه سایر داروهای ضد آلوپسی، موضعی یا خوراکی، برای جلوگیری از ریزش بیشتر مو باید به طور مداوم استفاده شود. رشد دوباره موهایی که قبلاً از دست رفته‌اند فقط به میزان محدودی امکان‌پذیر است. به طور کلی، آلوپسی پیشرفته به درمان پزشکی پاسخ خوبی نمی‌دهد، که در طول تاریخ تصور می‌شد که نتیجه از بین رفتن ریشه مو باشد.
سایر داروهای ریزش مو شامل کتوکونازول، فیناستراید و دوتاستراید است.